# Adiponitril
Adiponitril (molekulska formula: C6H8N2; tudi heksan dinitril) je brezbarvno olje.
Vdihavanje, zaužitje ali stik kože s snovjo povzroči hude poškodbe ali smrt. Stik z raztaljeno snovjo lahko povzroči hude opekline kože in oči. Snov lahko gori, čeprav se težko vname. Če pride do segrevanja,lahko hlapi (pare) tvorijo eksplozivne zmesi z zrakom: nevarnost eksplozije na prostem ali v zaprtih prostorih.
Snov lahko spremeni svojo kemijsko sestavo (polimerizira), če se segreva ali če je v ognju. Stik s kovino lahko povzroči nastajanje vnetljivega plina, vodika. Iztekanje lahko onesnaži vodne vire.
Pri požaru lahko nastanejo dražilni, jedki in/ali strupeni plini. Širjenje požara ali odtekanje vode za gašenje povzročata jedko ali/in strupeno reakcijo in s tem onesnaženje.